# Natalja Łauszkina
Natalja Michajłowna Łauszkina (ros. Наталья Михайловна Лаушкина; ur. 3 lutego 1988) – rosyjska zapaśniczka walcząca w stylu wolnym. Druga w Pucharze Świata w 2010. Mistrzyni świata juniorów w 2007, druga w 2006 i trzecia w 2008 roku.